# World Central Kitchen
World Central Kitchen, acronimo WCK, è un'organizzazione non governativa senza scopo di lucro dedicata a fornire pasti in tutto il mondo in seguito a disastri naturali. È stata fondata nel 2010 dallo chef José Andrés per rispondere alla carenza di cibo ad Haiti causata dal terremoto che ha devastato la nazione caraibica nello stesso anno. Il suo metodo operativo consiste nel rispondere prima ai bisogni più urgenti e poi collaborare con gli chef locali per mobilitarli a fornire una soluzione efficace al problema della fame.

## Storia
Dalla sua fondazione, l'ONG ha organizzato distribuzioni di pasti nella Repubblica Dominicana, in Nicaragua, Zambia, Perù, Cuba, Uganda, Bahamas, Cambogia, Stati Uniti, Striscia di Gaza e Messico.

### Uragano Maria a Porto Rico nel 2017
José Andrés è emerso come leader degli sforzi di soccorso a Porto Rico in seguito all'uragano Maria nel 2017. Tuttavia, i suoi sforzi per fornire assistenza sono stati ostacolati dalla FEMA e dalla burocrazia governativa, quindi si sono rivolti esclusivamente alla fornitura di cibo, secondo le parole di Andrés, "abbiamo cucinato". Ha organizzato un movimento di base di cuochi e altri volontari per stabilire comunicazioni, forniture di cibo e altre risorse e iniziare a servire pasti. Andrés e la sua organizzazione World Central Kitchen (WCK) hanno servito più di due milioni di pasti nel primo mese dopo l'uragano. WCK ha ricevuto due contratti a breve termine dalla FEMA e ha servito più pasti dell'Esercito della Salvezza o della Croce Rossa, ma la sua richiesta di sostegno a lungo termine è stata respinta. WCK ha sviluppato centri di resilienza sull'isola e ha installato un impianto di pannelli idroelettrici in una serra di San Juan per fornire acqua potabile.
Per il suo impegno a Porto Rico, Andrés è stato nominato Umanitario dell'anno 2018 dalla James Beard Foundation. Ha scritto un libro sull'esperienza, intitolato We Feed an Island: The True Story of Rebuilding Puerto Rico, One Meal at a Time.

### Attività tra il 2017 e il 2019
Nell'agosto 2017 WCK ha coordinato gli sforzi con la Croce Rossa a Houston, in Texas, in seguito all'uragano Harvey. WCK ha operato nel sud della California, nella contea di Ventura, durante il "Thomas Fire" del dicembre 2017 per assistere i vigili del fuoco e altro personale e ha fornito cibo alle famiglie colpite dagli incendi. Una cucina temporanea è stata allestita anche sulla Big Island delle Hawaii per servire le comunità colpite da un'eruzione vulcanica nel giugno 2018. Nel settembre 2018 WCK è stata attiva nella Carolina del Sud in seguito all'uragano Florence.
Nel novembre 2018 WCK e Andrés hanno collaborato con gli chef Guy Fieri, Tyler Florence e la Sierra Nevada Brewing Company per portare la cena del Ringraziamento a 15.000 sopravvissuti all'incendio di Camp Creek Road nella contea di Butte, in California.
Nel gennaio 2019 WCK e Andres hanno aperto un ristorante in Pennsylvania Avenue, a Washington, per sfamare i lavoratori federali che erano stati licenziati durante il shutdown del governo.
Nel settembre 2019 WCK e Andrés hanno aperto delle cucine alle Bahamas per sfamare le persone colpite dall'uragano Dorian.21 In ottobre hanno aiutato nella contea di Sonoma, in California, collaborando con chef locali come Guy Fieri, durante l'incendio di Kincade.

### Pandemia di COVID-19
All'inizio di marzo 2020, la nave da crociera Grand Princess è stata messa in quarantena vicino a San Francisco a causa della pandemia di COVID-19. La WCK, in collaborazione con la Bon Appetit Management Company, ha sfamato migliaia di passeggeri bloccati per circa una settimana, mentre si risolveva la logistica. Durante questa crisi sono stati serviti più di 50.000 pasti.
A metà marzo 2020, Andrés ha trasformato otto dei suoi ristoranti a New York e Washington D.C. in mense per i poveri per assistere i clienti colpiti dalla crisi COVID-19.
A fine marzo 2020, nell'area della baia di San Francisco, WCK ha collaborato con Frontline Foods per fornire pasti al personale dell'ospedale locale dai ristoranti vicini, molti dei quali sono stati colpiti negativamente dalla pandemia e hanno dovuto chiudere i battenti.
Nell'aprile 2020, Andrés ha collaborato con la squadra di baseball Washington Nationals e World Central Kitchen per utilizzare lo stadio della squadra a Washington D.C. come cucina e centro di distribuzione di pasti gratuiti.

### Ucraina
Alla fine di febbraio del 2022, Andrés e la World Central Kitchen sono intervenuti in diverse località, anche in zone di confine e in zone di conflitto come Charkiv, in Ucraina, duramente colpita, per distribuire pasti durante l'invasione russa dell'Ucraina del 2022. Il 2 marzo 2022, la WCK aveva aperto 8 cucine al confine tra Polonia e Ucraina.
Un volontario locale è stato ucciso nel 2023 da un missile russo che ha colpito il suo appartamento a Charkiv.

### Guerra Israele-Gaza
In risposta alla crisi umanitaria causata dall'invasione israeliana di Gaza del 2023, World Central Kitchen ha contribuito alle consegne di cibo alla striscia di Gaza. A marzo 2024, ha fornito più di 32 milioni di pasti.
WCK ha fornito cibo alle operazioni di aviolancio da parte di Stati esteri, così come all'ONG Proactiva Open Arms che effettua consegne via mare.
Il 1º aprile 2024, sette dipendenti della WCK, tra cui sei persone con cittadinanza straniera e il loro autista palestinese, sono stati uccisi a Deir al-Balah da una serie di attacchi aerei israeliani. Il giorno successivo, WCK ha annunciato una pausa delle operazioni dopo che gli attacchi aerei israeliani hanno ucciso sette dipendenti.
Nell'agosto 2025 Israele ha lanciato un attacco aereo contro un gruppo di cinque terroristi armati, presumibilmente di Hamas, a Dayr al-Balah, mentre indossavano divise WCK e ne guidavano un veicolo, spacciandosi per operatori umanitari. Il COGAT israeliano ha fornito il filmato della ricognizione aerea alla World Central Kitchen, la quale ha confermato che non si trattava di operatori umanitari e ha fermamente condannato l'uso del travestimento.

## Riconoscimenti
- Per il suo lavoro con WCK, José Andrés ha vinto il James Beard Foundation Award 2018 per l'iniziativa umanitaria dell'anno[27].
- Riconoscendo il suo lavoro con WCK, José Andrés è stato nominato da Time una delle 100 persone più influenti al mondo nel 2018[28].
- Per il suo lavoro con la WCK, José Andrés ha vinto il Premio Principessa delle Asturie 2021, nella categoria "Concordia"[29].
- Per il suo lavoro con WCK, José Andrés ha ricevuto nel 2021 il Courage and Civility Award da Jeff Bezos, insieme a un premio di 100 milioni di dollari[30].
- Nel 2024 José Andrés e WCK sono stati candidati al Premio Nobel per la pace dall'ex presidente della Camera Nancy Pelosi e dai rappresentanti Jim McGovern e Rosa DeLauro[31].